# 춘추경좌씨전구해 권60~70 (보물 제1208-2호)
춘추경좌씨전구해 권60~70(春秋經左氏傳句解 卷六十~七十)은 경상남도 합천군에 있는 조선시대의 책이다. 2011년 4월 29일 대한민국의 보물 제1208-2호로 지정되었다.

## 개요
이『춘추경좌씨전구해(春秋經左氏傳句解)』는 송(宋) 나라 임요수가 두예(杜預:228-284)의『춘추좌씨경전집해(春秋左氏經傳集解)』의 난해한 부분마다 초학자의 이해를 돕기 위하여 직접 구두(句讀)를 떼고, 성명이나 지리 등이 중복되면서 다르게 표현된 부분에 ‘모인(某人)’ 또는 ‘모지(某地)’로 직주(直注)를 다는 방법을 채용하였기 때문에 서명에 ‘구두직해(句讀直解)’를 붙였는데, 이를 다시 줄여서 구해(句解)라고 한 것이다. 임요수의 이러한 직해식(直解式) 주석은 난해하다는 평을 듣던 두예의 집해를 쉽게 읽을 수 있도록 통속화한 것으로, 송·원(宋·元) 대는 물론 원․명(元․明) 대에도 널리 유행하였는데, 조선 초에 이 책이 수입되면서 태종대에는 계미자로 간행되었고, 이어 세종대와 단종대에도 수차에 걸쳐 번각 등의 방식으로 간행되었다. 
이 책은 조선 1431년(세종 13)에 경상도관찰출척사(慶尙道觀察黜陟使) 조치(曺致)와 도사(都事) 안질(安質)의 주선으로 청도지군사(淸道知郡事) 주소(朱邵)의 책임하에 청도(淸道)에서 출간(出刊)한 책으로, 그중 전존한 11권 1책의 영본(零本)이다. 1431년(세종 13) 8월에 판각을 시작하여 3개월 후인 동년 11월에 완료한 것임이 권말에 수록된 발문과 간행기록을 통해 알 수 있다.
첫 장에 일부 훼손 부분이 있고 표지는 개장되었으나, 대체적으로 보존 상태는 양호한 편이다. 특히 기 지정문화재인 보물 제1208-1호가 간행기록 부분을 어느 시기에 의도적으로 훼손한 것으로 판단되는 도서인 데 비하여 이 책은 해당 부분이 매우 선명하다. 책의 본체는 전체적으로 배접되어 있다. 
『춘추경좌씨전구해(春秋經左氏傳句解)』는 조선시대에 여러 차례 간행되면서 널리 읽혀진 책이나 알려진 범위에서는 완질이 없다. 비록 11권 1책의 영본이기는 하나 간행배경을 전하는 발문과 간행기록이 남아있어서 일의 주선자들은 물론 판각을 담당한 각수와 교정자 및 교감자까지 상세히 알 수 있어 세종대의 서적출판을 비롯한 서지학 연구에 중요한 자료가 된다. 특히 국가문화재로 기 지정된 보물 제1208-1호에 비하여 보존 상태가 양호하다는 점에서 특히 서지학적 연구에 중요한 의미를 갖는다.

## 같이 보기
- 춘추경좌씨전구해 권60~70 - 보물 제1208-1호

## 참고 자료
- 춘추경좌씨전구해 권60~70 - 국가유산청 국가유산포털